# 636

## Починали
- 4 април – Исидор Севилски, учен